# Dorfkirche Reichenbach (Probstzella)

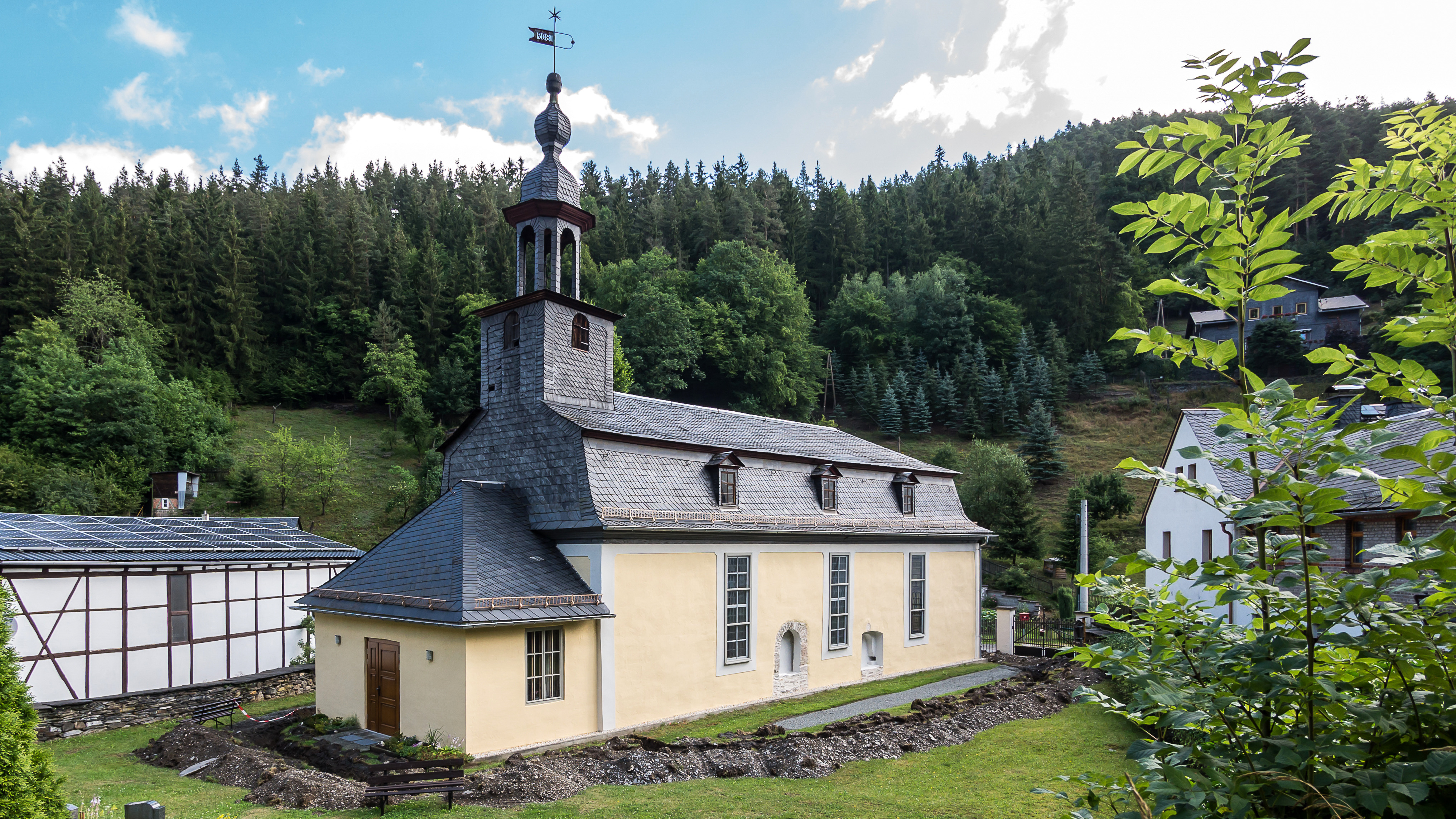
Dorfkirche Reichenbach

Die evangelisch-lutherische, denkmalgeschützte Dorfkirche Reichenbach steht in Reichenbach, einem Ortsteil von Probstzella im Landkreis Saalfeld-Rudolstadt in Thüringen. Die Kirchengemeinde Reichenbach gehört zum Pfarrbereich Probstzella im Kirchenkreis Rudolstadt-Saalfeld der Evangelischen Kirche in Mitteldeutschland.

## Beschreibung
Die kleine, rechteckige Saalkirche wurde 1709 anstelle der mittelalterlichen ehemaligen Wallfahrtskirche St. Michael der Benediktinerabtei Saalfeld neu gebaut. Das Kirchenschiff ist mit einem schiefergedeckten Mansarddach bedeckt, aus dem sich ein Dachturm erhebt, auf dem eine offene Laterne sitzt. Der Innenraum hat zweigeschossige Emporen und ist mit einer durch Vouten unterstützten Flachdecke überspannt. Der Chor wurde während der Jahrhundertwende mit Schablonenmalerei versehen. 
Zur Kirchenausstattung gehört eine Vielzahl an spätmittelalterlichen Figuren, deren ursprüngliche Bestimmung bisher nicht geklärt werden konnte. Der schmale Kanzelaltar stammt aus dem 18. Jahrhundert. Das Altarretabel von etwa 1508 auf der Altarmensa wird der Saalfelder Schule zugeschrieben. Der Schrein in der Mitte zeigt Anna selbdritt vor einem gemalten Hintergrund. Seitlich von ihr sind die heiligen Josef und Joachim und somit die wichtigsten Figuren der Heiligen Sippe dargestellt. Die Flügel bestehen heute aus den Tafelbildern der ehemaligen Außenseiten mit Petrus links und Paulus rechts. An der nördlichen Seitenwand des Chors befindet sich eine kleine Schutzmantelmadonna, die um 1515 entstanden ist. Daneben steht der Schrein eines ehemaligen Flügelaltars mit den Figuren der heiligen Katharina, Margareta und Dorothea, um 1508 in der Saalfelder Schule geschnitzt. Der gegenüberstehende Schmerzensmann von ca. 1515 stammt ebenfalls aus der Saalfelder Schule. An der Ostwand befindet sich eine Pietà aus dem 3. Viertel des 14. Jahrhunderts. Von der ehemaligen Fassung ist nur noch die weißliche Grundierung vorhanden. Das Gleiche gilt für den danebenstehenden Torso einer Madonna. Neben dem Kanzelaltar steht eine lebensgroße Maria mit Kind, geschaffen um 1510 in einer fränkischen Werkstatt für Bildschnitzer.